# Stanisław Chołoniewski
Stanisław Chołoniewski (ur. 23 marca 1791, zm. 3 września 1846) – ksiądz katolicki, autor romantycznych opowieści „niesamowitych”.

## Życiorys
Stanisław Myszka hrabia Chołoniewski herbu Korczak był najmłodszym synem Rafała hr. Myszka-Chołoniewskiego herbu Korczak, miecznika koronnego i starosty dubienieckiego, i Katarzyny Rzyszczewskiej h. Pobóg. Urodził się w rodzinnym zamku w Janowie. Matka zginęła tragicznie w jego wczesnym dzieciństwie. Po ukończeniu domowej edukacji rozpoczął studia na Uniwersytecie Wileńskim. Następnie służył w szeregach wojska, które porzucił dla carskiej służby dyplomatycznej. W wieku 36 lat w 1827 r. udał się do Rzymu i wstąpił do seminarium duchownego, by w dwa lata później otrzymać święcenia kapłańskie.
W 1830 r. zaprzyjaźnił się w Rzymie z A. Mickiewiczem. Znajomość ta wywarła głęboki wpływ religijny na poetę. Wróciwszy do kraju (1832), przebywał głównie w Kamieńcu, sprawując funkcje kościelne (od 1842 r. administrował diecezją). Jako znakomity kaznodzieja oddawał się gorliwie apostolskiej pracy nad „religijnem odrodzeniem Podola”, a wolne chwile poświęcał literaturze.

## Twórczość
Przełożył szereg dzieł i rozpraw o treści religijnej.
Był autorem m.in.: wydanego w czasopiśmie „Athenaeum” (1842) pod redakcją Kraszewskiego, utworu w formie powieści fantastyczno alegorycznej pt. „Sen w Podhorcach”. Autor piętnował w nim przerost romantyzmu w życiu i w sztuce, zwalczając wybujałość uczucia i wyobraźni. „Dwa wieczory pani starościny Olbromskiej” (1842) godzą w niezależną od religii filozofię. „Artykuł nadesłany. Obraz z galerji życia mego” (1846) uderza w upadek pojęcia „ojczyzna” w Polsce współczesnej. Po śmierci autora wydano: „Pisma pośmiertne” (1851), „Obrazy z galerji życia mego” (1890), „Kazania” (1888).
Pozostawał w bliskich stosunkach z Józefem de Maistre, Chateaubriandem, Goethem, Lamennais’em, Kraszewskim, Rzewuskim, Michałem Grabowskim.
W swoich pracach głosił poglądy konserwatywno-religijne.